# De zaak Alzheimer
De zaak Alzheimer é um filme belgo-neerlandês de 2003, dos gêneros policial, suspense e drama, dirigido por Erik Van Looy.
Com o nome alternativo de The Memory of a Killer, foi selecionado como representante da Bélgica à edição do Oscar 2004, organizada pela Academia de Artes e Ciências Cinematográficas.[carece de fontes?]

## Elenco
- Jan Decleir – Angelo Ledda
- Koen De Bouw – Det. Eric Vincke
- Werner De Smedt – Det. Freddy Verstuyft
- Jo De Meyere – Baron Henri Gustave de Haeck
- Tom Van Dyck – Jean de Haeck
- Vic de Wachter – Dr. Joseph Vlerick
- Hilde De Baerdemaeker – Det. Linda de Leenheer
- Geert Van Rampelberg – Det. Tom Coemans
- Johan Van Assche – Comm. François Van Parys
- Jappe Claes – Marcel Bracke
- Gene Bervoets – Seynaeve
- Lone van Roosendaal – Henriette Seynaeve
- Lucas van den Eijnde – Bob Van Camp
- Els Dottermans – Eva Van Camp
- Patrick Descamps – Gilles Resnais
- Deborah Ostrega – Anja Laeremans
- Laurien Van den Broeck – Brigitte 'Bieke' Cuypers
- Dirk Roothooft – Mr. Cuypers